# 维尔滕
维尔滕（德語：Wilthen，發音：[ˈvɪltn̩] ⓘ，發音：[ˈwʲɛlɛtʃin] ⓘ）是德国萨克森州包岑县的城市，面积17.04平方千米，2023年12月31日人口为4,756人。